# Ашхабад
Ашхабад или Ашгабат (на туркменски: Aşgabat; от 1919 до 1927 г. – Полторацк) е столицата и най-големият град на Туркменистан. В града живеят над 1 000 000 души. Разположен е между планината Копетдаг на юг и пустинята Каракум на север.
Основан през 1881 г., градът претъпява почти пълно унищожение след Ашхабадското земетресение през 1948 г. След провъзгласяването на независимостта на страната, туркменските власти провеждат масова кампания по преименуване и „туркменизация“ на названията на градовете. Във връзка с това наименованието на туркменската столица в официални документи е Ашгабат.

## История
Ашхабат е относително млад град, основан като укрепление през 1881 г.. То е наименувано по името на близкото селище Асхабад (букв. „любим град“ на туркменски). Става административен център на Закаспийска област в рамките на Руската империя и се управлява от военна администрация. По това време градът е съставен от кирпичени къщи, обградени от плодови градини. Улиците са се проектирали прави, а сградите едноетажни, тъй като след няколко земетресения е взето решение да не се строят многоетажни кирпичени сгради. Към 1901 г. населението на града е 36 500 души, от които 14,6 хил. арменци, 11,2 хил. персийци, 10,7 хил. руснаци и други националности. Туркмените живеят в лагери около града. Населението расте, тъй като руснаците укрепват района, който е в близост до Персия, която е под влиянието на британците.
През 1918 г. градът става административен център на Туркменска област в Туркестанската АССР. През 1919 г. е преименуван на Полторацк (в чест на болшевика Павел Полторацки). През 1924 г. получава официален статут на столица на новообразуваната Туркменска ССР. Първоначалното име Ашхабад е възстановено през 1927 г. След това градът претърпява бърз растеж и индустриализация.
На 6 октомври 1948 г. Ашхабад е ударен от разрушително земетресение с магнитуд от 7,3 по Рихтер. Разрушени са от 90% до 98% от сградите в града. По различни оценки загива между половината и 2/3 от населението на града (тоест от 60 до 110 хил. души). Днешните официални оценки на Туркменистан сочат, че тогава са загинали 176 хил. души.
През 1962 г. до града достига Каракумския канал, което позволява да се разреши проблема с постоянния недостатък на вода в града.
В периода 10 – 14 септември 2008 г. в Ашхабат се състои въоръжена схватка между бунтовници и властите. В нея властите използват тежка бронетехника. Според официалните данни, бунтовниците са били свързани с търговия с наркотици. Според независими източници, противниците на военните са били радикализирани опозиционери. В акцията загиват сътрудници на специалните служби на Туркменистан.
През 2013 г. градът влиза в книгата за рекорди на Гинес с най-голямата концентрация на сгради от бял мрамор.

## География
Ашхабад е разположен в южната част на Туркменистан, на 25 километра северно от границата с Иран в Туранската низина. Попада в оазиса Ахал-Теке. На юг от града се разпростира планината Копетдаг, а на север – пустинята Каракум. Надморската височина на града е между 214 и 240 m.
През 1962 г. до града достига Каракумския канал.

### Климат
Климатът в града е силно континентален студен пустинен, със студена зима и изключително горещо лято. Средната годишна температура е 17,1 °C. Средното количество годишни валежи е 201 mm, като най-много валежи падат през март – април. Валежите от сняг са рядкост.
| Климатични данни за Ашхабад           | Климатични данни за Ашхабад | Климатични данни за Ашхабад | Климатични данни за Ашхабад | Климатични данни за Ашхабад | Климатични данни за Ашхабад | Климатични данни за Ашхабад | Климатични данни за Ашхабад | Климатични данни за Ашхабад | Климатични данни за Ашхабад | Климатични данни за Ашхабад | Климатични данни за Ашхабад | Климатични данни за Ашхабад | Климатични данни за Ашхабад |
| Месеци                                | яну.                        | фев.                        | март                        | апр.                        | май                         | юни                         | юли                         | авг.                        | сеп.                        | окт.                        | ное.                        | дек.                        | Годишно                     |
| Абсолютни максимални температури (°C) | 28,7                        | 32,6                        | 38,6                        | 39,4                        | 44,5                        | 47,2                        | 46,0                        | 45,7                        | 45,6                        | 40,1                        | 37,0                        | 33,1                        | 47,2                        |
| Средни максимални температури (°C)    | 8,6                         | 11,2                        | 16,5                        | 24,1                        | 30,1                        | 36,0                        | 38,3                        | 37,2                        | 31,7                        | 24,3                        | 16,8                        | 10,4                        | 23,8                        |
| Средни температури (°C)               | 3,5                         | 5,5                         | 10,4                        | 17,4                        | 23,3                        | 29,0                        | 31,3                        | 29,6                        | 23,6                        | 16,5                        | 10,2                        | 5,1                         | 17,1                        |
| Средни минимални температури (°C)     | −0,4                        | 1,0                         | 5,5                         | 11,6                        | 16,6                        | 21,5                        | 23,8                        | 21,7                        | 16,1                        | 10,1                        | 5,2                         | 1,2                         | 11,2                        |
| Абсолютни минимални температури (°C)  | −24,1                       | −20,8                       | −13,3                       | −0,8                        | 1,3                         | 9,2                         | 13,8                        | 9,5                         | 2,0                         | −5,1                        | −13,1                       | −16                         | −24,1                       |
| Средни месечни валежи (mm)            | 20                          | 24                          | 41                          | 32                          | 21                          | 6                           | 3                           | 2                           | 3                           | 10                          | 19                          | 20                          | 201                         |
| Средно количество слънчеви часове     | 112,7                       | 119,4                       | 146,2                       | 194,4                       | 275,1                       | 335,5                       | 353,8                       | 348,1                       | 289,2                       | 216,8                       | 157,2                       | 104,4                       | 2653                        |
| ------------------------------------- | --------------------------- | --------------------------- | --------------------------- | --------------------------- | --------------------------- | --------------------------- | --------------------------- | --------------------------- | --------------------------- | --------------------------- | --------------------------- | --------------------------- | --------------------------- |
| Източник: Погода и Климат             |                             |                             |                             |                             |                             |                             |                             |                             |                             |                             |                             |                             |                             |

## Население
Според оценките на преброяването на населението на Туркменистан от 2012 г., етническият състав на града е: 85% туркмени, 7,7% руснаци, 7,5% арменци, 1,1% турци, 1,1% узбеки и 1% азери. Оценките, както и резултатите за броя на населението официално не се публикуват.
| Година                 | 1897 | 1926 | 1939  | 1956  | 1970 | 1991 | 1995  | 2001 |
| Население, хил. жители | 19,4 | 51,6 | 126,6 | 169,9 | 253  | 412  | 604,7 | 712  |

## Икономика
Главните отрасли на туркменската столица са производството на памучни текстили и металургията. Градът е важна спирка на Транскаспийската железница. Голяма част от заетостта в Ашхабад се предоставя от държавни институции. Ашхабат участва в създаването на международен транспортен и транзитен коридор, улесняващ превоза на стоки между Централна Азия и Персийския залив. Силно развита е търговията, като из града са разположени много базари и търговски центрове.

### Промишленост
Над 43 големи, 128 средни и 1700 малки промишлени предприятия се намират в Ашхабад и покрайнините. Най-важните промишлени предприятия са „Ашнефтемаш“, „Туркменкабел“, „Туркменбаши текстил комплекси“ и други.

## Транспорт
Столицата се обслужва от международно летище Ашхабад. В града е разположено седалището на Туркменистанските авиолинии. Ашхабад има въздушна връзка до и от всички големи градове в страната, както и някои градове в Азия и Европа, особено държави членки на ОНД.
Транскаспийската железница (Туркменбаши – Балканабад – Берекет – Ашхабат – Мари – Туркменабад) преминава през града от изток на запад. От 2006 г. има железопътна линия и на север, Транскаракумската железница. През май 2009 г. е завършена реставрацията на централната железопътна гара в града.
Градският транспорт е съставен основно от автобуси, като над 60 линии покриват над 2230 km със 700 автобуса. От 1964 г. до 2011 г. градът разполага и с тролейбусен транспорт. През 2016 г. е открита монорелсова линия, която е и първата в региона на Централна Азия.
През 2008 г. е съобщено за предстоящо строителство на Ашхабадски метрополитен. През 2014 г. президентът Гурбангули Бердимухамедов възлага на украинската строителна асоциация „Интербудмонтаж“ да проучи въпроса за строителството на метро в Ашхабад във връзка с увеличението на столичното население.